# Quintsextakkord
Der Quintsextakkord ist in der Musik ein Akkord, über dessen Basston eine Terz, eine Quinte und eine Sexte erklingt. Er kann, je nach Zusammenhang, auf zwei Arten gedeutet werden:
- als 1. Umkehrung eines Septakkordes, wobei die Terz im Bass liegt,
- als ein Dreiklang in Grundstellung mit hinzugefügter Sexte.

## Double emploi
Nach Jean-Philippe Rameau hängt die Beurteilung eines Quintsextakkords auf der IV. Tonleiterstufe vom Kontext ab, so dass dieser zwei Funktionen (double emploi) ausüben kann:
- In der Kadenz hat der Quintsextakkord als Septakkordumkehrung der II. Stufe die Funktion der Doppeldominante, die zur Dominante hinleitet. Die Quinte des Akkordes fällt zur Terz der Dominante.
- Folgt auf den Quintsextakkord die Tonika, ist er subdominantisch als IV. Stufe mit Sixte ajoutée zu deuten. Die Sexte steigt zur Terz der Tonika.[1]